# Le Lieu-dit
Le Lieu-dit était un lieu de débat, d'activités culturelles (projection de films, lieu d'expositions) et un bar-restaurant situé au 6 rue Sorbier dans le 20e arrondissement de Paris.

## Historique
Le Lieu-Dit a ouvert en 2004 par Hossein Sadeghi avec l'idée de pouvoir organiser des événements culturels et politiques (plus de 1 500 depuis la création)qui soient gratuits tant pour les organisateurs que pour les clients,. Ce modèle a cependant posé plusieurs limites économiques.
Il était considéré comme un restaurant emblématique du quartier de Ménilmontant et un lieu de rassemblement pour la gauche radicale et militante.
Il a fermé ses portes le 21 décembre 2024.

## Évènements organisés
De nombreuses personnalités critiques sont régulièrement intervenues au Lieu-Dit, notamment : Frédéric Lordon, Daniel Bensaïd, Alain Badiou, Bernard Friot, Éric Hazan, La Parisienne Libérée, Aurélie Trouvé, Ludivine Bantigny, Mathilde Larrère, Laurence de Cock, Judith Bernard, Monique Pinçon Charlot, Michel Pinçon,,,.
Le Lieu-Dit organisait chaque année un « Petit salon du livre politique » ouvert aux maisons d'édition indépendantes, à l'instar de La Fabrique, d'Agone, Raison d'agir ou Les liens qui libèrent .
Quelques artistes y ont débuté, parmi lesquels Les Goguettes en trio mais à quatre.